# 熊本県道158号中津道八代線
熊本県道158号中津道八代線（くまもとけんどう158ごう なかつみちやつしろせん）は、熊本県八代市を通る一般県道である。

## 概要
八代市坂本町中津道を起点とし、同市西宮町に至る。
ほぼ全線で肥薩線と球磨川と併走し、また球磨川を挟み、対岸を国道219号がほぼ平行して通る。

### 路線データ
- 起点：八代市坂本町中津道（国道219号交点）
- 終点：八代市西宮町（西宮町交差点、国道3号交点、熊本県道155号氷川八代線終点）

## 路線状況

### 重複区間
- 熊本県道17号坂本人吉線（八代市坂本町坂本）
- 熊本県道259号小鶴原女木線（八代市坂本町西部は）
- 熊本県道155号氷川八代線（八代市宮地町 - 八代市西宮町・西宮町交差点（終点））

### 道路施設

#### トンネル
- 葉木隧道：延長25 m、八代市

## 地理

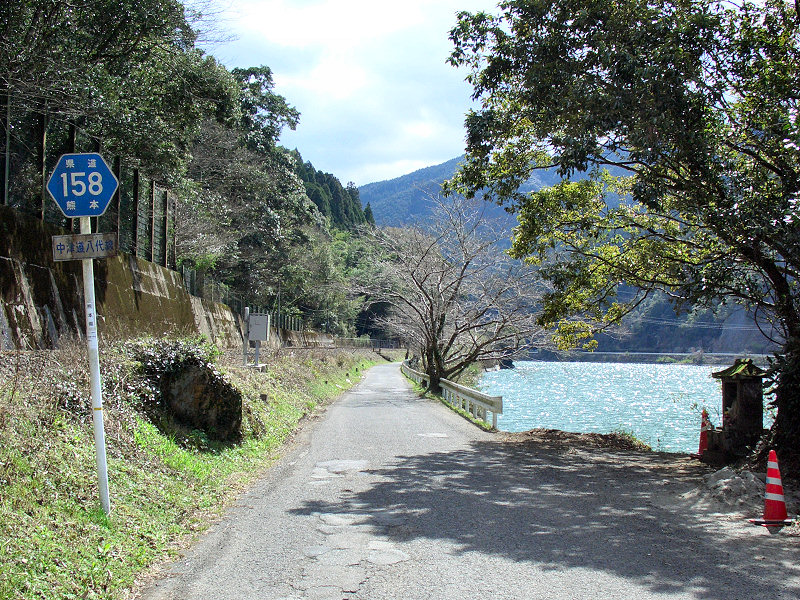
八代市坂本町葉木付近

### 通過する自治体
- 八代市

### 交差する道路
| 交差する道路                                 | 交差する場所 | 交差する場所        |
| -------------------------------------------- | ------------ | ------------------- |
| 国道219号                                    | 坂本町中津道 | 起点                |
| 熊本県道17号坂本人吉線 重複区間起点          | 坂本町坂本   |                     |
| 熊本県道17号坂本人吉線 重複区間終点          | 坂本町坂本   |                     |
| 熊本県道259号小鶴原女木線 重複区間起点       | 西部は       |                     |
| 熊本県道259号小鶴原女木線 重複区間終点       | 西部は       |                     |
| 熊本県道155号氷川八代線 重複区間起点         | 宮地町       |                     |
| 国道3号 熊本県道155号氷川八代線 重複区間終点 | 西宮町       | 西宮町交差点 / 終点 |

### 交差する鉄道
- 肥薩線

### 沿線
- 肥薩線
  - 段駅 - 坂本駅 - 葉木駅 - 鎌瀬駅